# Libby Patera
La Libby Patera è una struttura geologica della superficie di Venere.